# Adolf Jobst
Adolf Jobst (10. května 1900 Český Krumlov – 15. května 1974 Darmstadt), byl československý politik německé národnosti a meziválečný poslanec Národního shromáždění za Sudetoněmeckou stranu.

## Biografie
Vychodil národní a měšťanskou školu v rodném Českém Krumlově. V letech 1914–1916 pracoval jako pomocný dělník, v letech 1916–1918 jako fotograf a malíř. Roku 1918 se podílel na odporu Sudetských Němců proti přičlenění etnicky německých oblastí Českých zemí k Československu a byl zatčen československými úřady.
Profesí byl malířem. Podle údajů z roku 1935 bydlel v Českém Krumlově.
V parlamentních volbách v roce 1935 se stal poslancem Národního shromáždění. Poslanecké křeslo ztratil na podzim 1938 v souvislosti se změnami hranic Československa.
V letech 1938–1945 zasedal za NSDAP v Říšském sněmu. Za války bojoval na východní frontě a byl zajat. Po propuštění ze zajetí přesídlil do Německa, kde se věnoval malířské a restaurátorské profesi. Zemřel roku 1974 v Darmstadtu.